# Бонфрере, Йоханнес
Йоханнес (Джо) Бонфрере (нидерл. Johannes "Jo" Bonfrère; род. 15 июня 1946, Эйсден, Лимбург) — нидерландский футболист и тренер, приводивший к победе сборную Нигерии на Олимпийских играх в Атланте.

## Биография
Всю свою игровую карьеру Джо Бонфрере провёл в команде МВВ. Выступая на позиции полузащитника, он провёл за клуб более 300 матчей в чемпионатах страны. Завершал карьеру Бонфрере в статусе играющего тренера МВВ. Затем в течение нескольких лет он возглавлял скромный бельгийский клуб «Гел».
В 1991 году Бонфрере впервые приехал в Нигерию. В течение года он руководил женской национальной командой, тренировал команду в финальной стадии чемпионата мира в Китае. Через четыре года нидерландец возглавил мужскую сборную Нигерии. В 1996 году, завоевав олимпийское золото, Бонфрере привёл нигерийцев к главной своей победе в истории. После триумфального выступления на Олимпиаде нидерландец уехал работать на Ближний Восток. Там он работал со сборной Катара и клубом «Аль-Вахда» из ОАЭ.
В 1999 году Бонфрере во второй раз возглавил сборную Нигерии. Под его руководством «суперорлы» выиграли «серебро» в Кубке африканских наций. В финале нигерийцы только в серии пенальти уступили Камеруну. Однако через год Бонфрере был отправлен в отставку со своего поста из-за низких результатов.
В 2001—2002 году специалист работал со сборной ОАЭ и параллельно был главным тренером «Аль-Вахды».
В следующем сезоне нидерландец приводил к победе в чемпионате и кубке Египта и команду «Аль-Ахли». Кроме того, он завоевал с ней Суперкубок африканской конфедерации футбола.
В 2004 году Бонфрере был назначен на пост главного тренера сборной Южной Кореи. Ему удалось вместе с корейцами преодолеть квалификационный турнир и вывести их на Чемпионат мира 2006 года, однако руководство местной федерации уволило специалиста из-за скучной игры национальной команды. Пост главного тренера Южной Кореи Бонфрере уступил своему соотечественнику Дику Адвокату.
Последними клубами, с которыми удалось поработать нидерландцу, были китайские «Далянь Шидэ» и «Хэнань Констракшн», а также «Аль-Вахда», в которую тренер возвращался трижды.

## Достижения
- Олимпийский чемпион: 1996.
- Серебряный призёр Кубок африканских наций: 2000.
- Обладатель Афро-Азиатского Кубка Наций: 1995.
- Обладатель Суперкубка КАФ: 2002.
- Чемпион Египта: 2002/03.
- Обладатель Кубка Египта: 2002/2003.